# Братська могила російських воїнів (Полтава)
Братська могила російських воїнів — курган на полі Полтавської битви в місцевості Яківці, Полтава.

## Опис
Споруджений 28 червня 1709 року за наказом Петра I над братською могилою російських воїнів, полеглих у Полтавській битві. Курган на могилі має вигляд зрізаного конуса висотою 6,4 м. На ньому встановлений пам’ятник у вигляді восьмигранного хреста із світло-сірого граніту висотою 7,5 метра. Хрест спирається на гранітну піраміду, на західній грані якої викарбуваний первинний напис: «Воїни благочестиві, за благочестя кров’ю увінчані, літа від народження Бога Слова, 1709, червня 27 дня». На східному боці піраміди – напис: «Захоронені: бригадир Феленгейм, полковники: Нечаєв і Лов, підполковник Козлов, майори: Кропотов, Ернст і Гельд, обер-офіцерів сорок п’ять, капралів і рядових тисяча двісті дев’яносто три, всього поховано 1345 осіб».
До вершини кургану ведуть сходи з 39 гранітних сходинок. Біля його підніжжя знаходиться Сампсоніївська церква, побудована 1856 року.

## Галерея

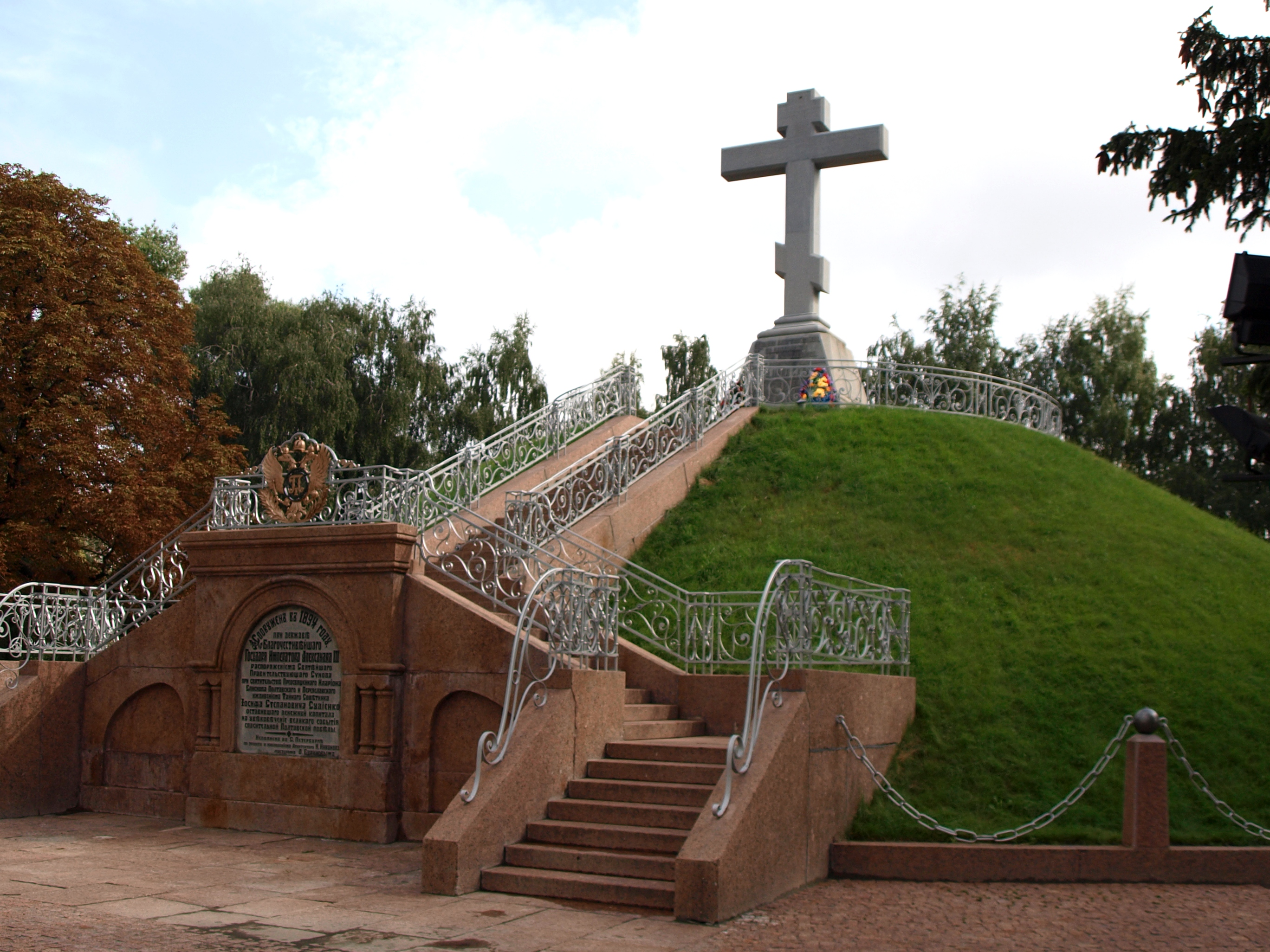
Вид з боку Сампсоніївської церкви
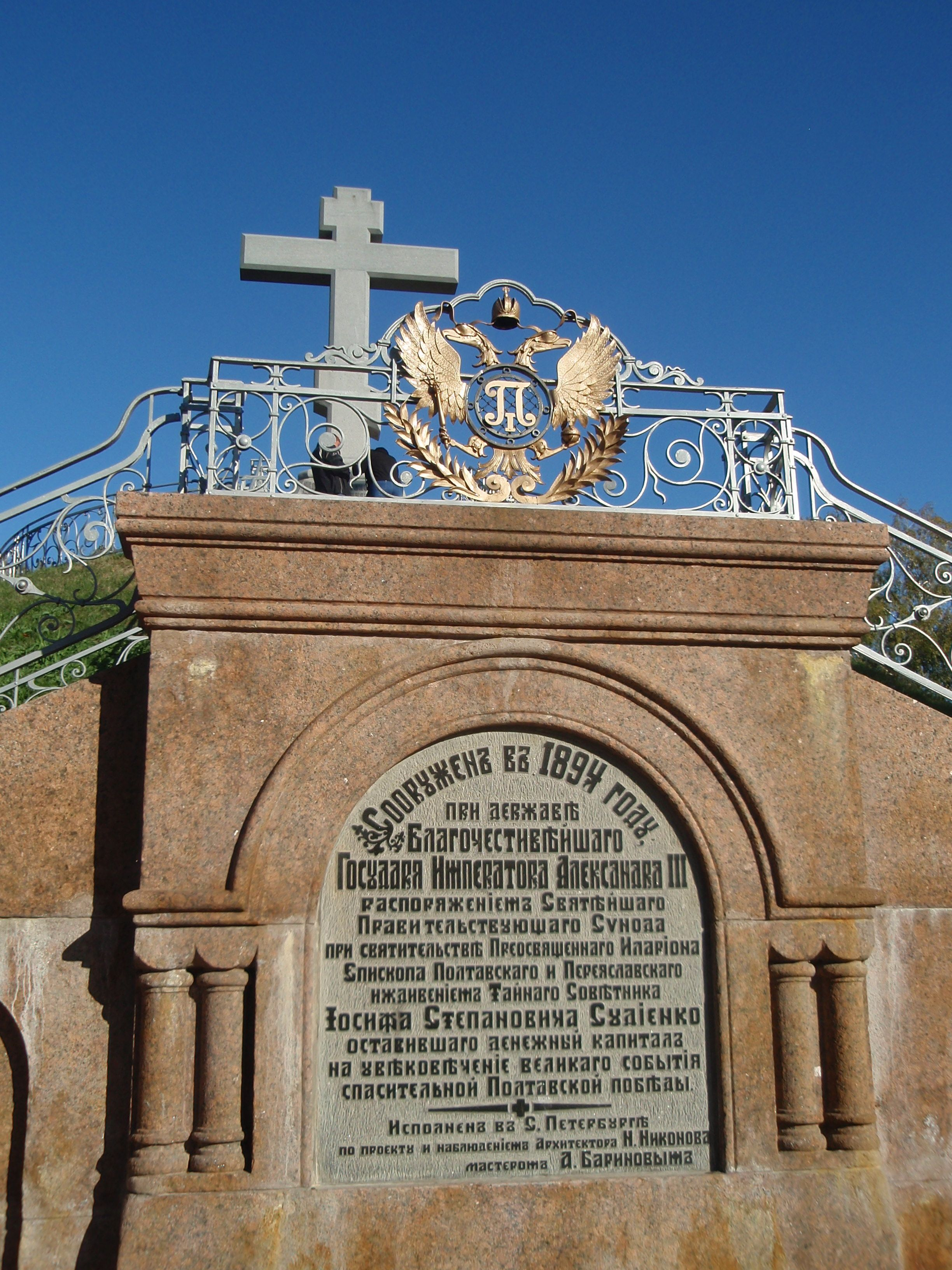